# Splatoon
Splatoon (スプラトゥーン?, Supuratūn) è un videogioco appartenente al genere sparatutto in terza persona, sviluppato e pubblicato da Nintendo in esclusiva per Wii U.
È stato pubblicato il 28 maggio 2015 in Giappone, successivamente il 29 maggio 2015 in Nord America ed Europa e il 30 maggio 2015 in Australia.
Il titolo è una parola macedonia, formata dai termini "splat" e "platoon" (plotone). Il gioco ha ricevuto due seguiti, Splatoon 2 (2017) e Splatoon 3 (2022), entrambi pubblicati da Nintendo per la console Nintendo Switch. Il gioco ha riscosso un notevole successo, vendendo oltre 4,95 milioni di copie e diventando uno dei titoli più venduti per la Wii U. Ha anche ricevuto riconoscimenti per il miglior sparatutto e miglior multiplayer ai The Game Awards 2015. La serie ha continuato a espandersi, introducendo nuove modalità di gioco e collaborazioni con terze parti, nonché un circuito di tornei esports dal 2018.

## Trama
La storia inizia quando il giocatore avvia il gioco per la prima volta. Il notiziario di Coloropoli, condotto dalle celebri cugine Stella e Marina, note come le Sea Sirens, annuncia una "notizia splash" riguardante la misteriosa scomparsa del Gran Pescescossa, la creatura che fornisce energia elettrica all'intera città. La situazione si complica quando emergono voci secondo cui la scomparsa del Gran Pescescossa potrebbe essere legata a degli UFO.Il protagonista viene presto attirato da Capitan Seppia, leader della Divisione Branchia, attraverso un tombino che lo conduce al Distretto Polpo.
Qui, Capitan Seppia rivela che gli Octariani, un'antica razza di molluschi, sono responsabili della scomparsa del Gran Pescescossa, cercando vendetta per la loro sconfitta nella Grande Guerra Mollusca. Spiega di aver tenuto d'occhio gli Octariani per anni e ora ha bisogno dell'aiuto del protagonista per riportare indietro il Gran Pescescossa.Reclutato nella Divisione Branchia e nominato Agente 3 (o Numero 3 nella versione italiana), al protagonista viene fornita una divisa e una pistola élite.
La sua missione consiste nel recuperare dei Pesciscossa più piccoli dai covi degli Octariani per localizzare il Gran Pescescossa e scoprire chi ha orchestrato il furto.Dopo aver sconfitto il primo boss, Capitan Seppia informa il protagonista che il nemico affrontato era un Polpobot, un'arma creata dagli Octariani durante la Grande Guerra Mollusca. Man mano che la storia si sviluppa, gli Octariani invadono diverse arene di Coloropoli, utilizzando i Pesciscossa per alimentare le loro armi robotiche.
Dopo aver sconfitto il secondo boss, il capo degli Octariani si inserisce nelle comunicazioni di Capitan Seppia, rivelando la sua intenzione di localizzarlo. Dopo la sconfitta del terzo boss, Capitan Seppia viene rapito dal capo degli Octariani. Alla fine di uno dei livelli della quarta zona, il protagonista riceve un SOS da Agente 1 e Agente 2 (Numero 1 e 2 nella versione italiana) della Divisione Branchia, che si affrettano ad aiutarlo a salvare Capitan Seppia e recuperare il Gran Pescescossa.Con la sconfitta del quarto boss, gli Agenti 1 e 2 riescono a localizzare Capitan Seppia e guidano il protagonista verso il capo degli Octariani.
Nella zona finale, però, il protagonista cade in una trappola orchestrata da DJ Octavius, il capo degli Octariani. DJ Octavius utilizza l'energia del Gran Pescescossa per alimentare un enorme sistema di armi controllato da una console (CDJ).Durante l'epica battaglia finale contro DJ Octavius, Agenti 1 e 2 intervengono cantando “Calamari Inkantation” come incoraggiamento. In un colpo di scena sorprendente, il protagonista scopre che Agente 1 e Agente 2 sono in realtà le Sea Sirens: Stella e Marina. Inoltre, si rivela che Capitan Seppia è in realtà il loro nonno.Dopo aver sconfitto DJ Octavius in un'epica battaglia finale, il Notiziario di Coloropoli annuncia con entusiasmo che il Gran Pescescossa è riapparso a Coloropoli, riportando gioia e speranza alla città.

### Ambientazione
Il gioco è ambientato in una città chiamata Coloropoli, abitata da creature antropomorfe simili a calamari chiamati Inkling, oltre ad altre creature antropomorfe dall'aspetto di animali marini come Crustacea e Cnidaria.
Coloropoli presenta elementi architettonici che richiamano la città di Tokyo, come la Tokyo Tower e l'incrocio di Shibuya. Questo richiamo è giustificato dal fatto che gli Inkling hanno rinvenuto i resti architettonici di città umane, assimilando così moda, arte e lingua scritta dalle culture umane antiche ormai estinte.
In passato, gli Inkling affrontarono gli Octariani (Octopus) in una guerra nota come La Grande Guerra Mollusca. Alla fine di questo conflitto, gli Octariani subirono una sconfitta totale, motivo per cui nutrono un profondo rancore nei confronti degli Inkling.I giovani Inkling di 14 anni partecipano a un gioco simile al Paintball, su cui è basato il videogioco, il cui obiettivo varia a seconda del tipo di competizione.
Le competizioni si suddividono in partite amichevoli, partite pro, partite di gruppo, partite private e, durante il Festival, partite tematiche. Al termine di ogni competizione, i risultati vengono analizzati da Giudigatto, che decreta la squadra vincitrice della partita.

## Luoghi
- La Piazza centrale è il fulcro delle battaglie degli Inkling e il cuore di Inkopolis (o Coloropoli). Da qui, gli Inkling possono accedere a diverse zone e negozi, oltre a interagire con altri giocatori Inkling che partecipano alle battaglie. La "Piazza centrale" è una riproduzione in miniatura dell'incrocio di Shibuya, fonte d'ispirazione per gli autori, utilizzata frequentemente dai produttori di videogiochi per creare ambienti immaginari (un esempio è The World Ends with You).Torre di Coloropoli
- La Torre di Coloropoli è una grande torre verde utilizzata dagli Inkling per accedere all'anticamera delle battaglie e dove il Gran Pescescossa genera elettricità. Essa rappresenta una versione in miniatura della Tokyo Tower, da cui gli autori si sono ispirati. In Splatoon 2, la torre può essere intravista in lontananza.Centro Commerciale Calamarama
- Il Centro Commerciale Calamarama è un centro commerciale situato nella "Piazza centrale". Esso offre una varietà di negozi dove gli Inkling possono acquistare armi, scarpe, vestiti e accessori. Questa struttura è una riproduzione in miniatura della zona commerciale di Shibuya, da cui gli autori hanno tratto ispirazione.
- L'Antica armeria è un negozio di armi gestito da Armand, accessibile dalla "Piazza centrale". Gli Inkling possono acquistare armi utilizzando i soldi guadagnati nelle battaglie e nelle sfide. Il negozio offre armi di tutte le classi: pistole, fucili, mitragliatori, gatling, fucili di precisione, rulli, pennelli e secchi, con armi secondarie e speciali incorporate. Dispone anche di una zona di prova per testare le armi con i potenziali clienti.
- Testa a posto è un negozio di copricapi gestito da Anemonica e Remo, accessibile dalla "Piazza centrale". Qui gli Inkling possono acquistare vari copricapi, tra cui berrettini, Chullo, berretti da baseball, Boonie hat, cappelli di paglia, cuffie e altro ancora, utilizzando i soldi guadagnati nelle battaglie.
- Meduchic è un negozio di abbigliamento gestito da Meduso, accessibile dalla "Piazza centrale". Gli Inkling possono acquistare abiti come T-shirt, maglie, camicie e polo con i soldi guadagnati nelle battaglie.
- Gamberto scarpe è un negozio di scarpe gestito da Gamberto, accessibile dalla "Piazza centrale". Gli Inkling possono acquistare vari tipi di scarpe con i soldi guadagnati nelle battaglie.
- La Palestra è il luogo dove il giocatore può sfidare amici in locale. Offre una competizione in cui bisogna colpire sette palloni che appaiono ogni 20 secondi. Il primo Inkling a raggiungere 30 punti o a totalizzare il maggior numero di punti in tre minuti vince il round.
- Il Distretto Polpo è l'area in cui vivono gli Octariani e dove Capitan Seppia ha allestito la sua base di osservazione per monitorarli. Questa zona è composta da quattro aree e all'orizzonte si può scorgere Coloropoli.

## Modalità di gioco

Esempio dei colori usati per le battaglie di Splatoon, nel seguente ordine (da sinistra verso destra, dall'alto verso il basso): Rosa, Lime, Arancione, Blu, Turchese e Viola.

Il videogioco è principalmente in terza persona e si gioca a squadre, con un massimo di otto giocatori online per ogni partita, in modalità quattro contro quattro. È anche possibile giocare in modalità Multigiocatore locale uno contro uno e in una campagna giocatore singolo. I giocatori controllano personaggi chiamati Inkling, capaci di trasformarsi tra forma umanoide e calamaro. In forma umanoide, gli Inkling possono sparare inchiostro del colore della loro squadra, utilizzato per coprire l'ambiente di gioco o per splattare (ovvero eliminare) i giocatori avversari (considerati nemici nella modalità campagna). La forma calamaro consente ai giocatori di nuotare attraverso l'inchiostro del proprio colore, anche su pareti orizzontali e attraverso griglie, permettendo di nascondersi dai nemici e ricaricare il serbatoio dell'inchiostro.
Al contrario, l'inchiostro nemico impedisce il movimento in entrambe le forme, rallentando e danneggiando il personaggio. I giocatori splattati dagli avversari ricompariranno nella loro base. In tutte le modalità di gioco, i giocatori possono visualizzare sui propri Wii U GamePad le mappe dei dintorni e dei campi di gioco; in particolare, quest'ultimo viene utilizzato per fissare il luogo di atterraggio del super salto, che consente di raggiungere immediatamente la posizione di un compagno di squadra o di selezionare il punto di esplosione dell'arma speciale Tornado.
In battaglia, i giocatori possono utilizzare un solo equipaggiamento composto da un'arma primaria, un'arma secondaria (nota come gadget) e un attacco speciale, utilizzabile solo dopo aver riempito la barra di caricamento. Le armi primarie possono essere da fuoco (simili a pistole, fucili, mitragliatrici, gatling e fucili di precisione) o da mischia, come rulli da pittura, pennelli e secchi. Le armi secondarie variano da bombe e mine a armi da mischia come irrigatori.
Le armi speciali possono essere attivate dopo aver inchiostrato una superficie specifica, premendo il Pad scorrevole R.Le armi sono vendute in set di tre attrezzature (composte da un'arma primaria, secondaria e speciale) e possono essere acquistate con il denaro guadagnato nelle battaglie. Con l'aumentare del livello del giocatore si sbloccano nuovi armamenti disponibili nel negozio di Armand. Inoltre, i giocatori possono personalizzare il proprio Inkling con copricapi, vestiti e scarpe; man mano che si sale di livello, diventa disponibile una gamma più ampia di articoli nei negozi dedicati. Ogni equipaggiamento avrà abilità specifiche che forniranno vantaggi al giocatore, come miglioramenti delle statistiche o dei tempi di risposta.
Ulteriori abilità possono essere sbloccate guadagnando esperienza nelle battaglie. La qualità dell’equipaggiamento determina il numero di slot abilità disponibili. È anche possibile ordinare articoli indossati da altri giocatori in Piazza Centrale pagando il costo stabilito da Richie, basato sulla rarità dell’articolo e sul numero degli slot abilità.Il videogioco supporta anche una serie di amiibo, ciascuno dei quali consente ai giocatori di sbloccare missioni per ottenere equipaggiamento esclusivo (armi e abbigliamento) e un mini-gioco bonus al termine. I giocatori possono anche inviare messaggi alla comunità Miiverse del gioco, che appariranno come graffiti su vari edifici di Coloropoli.

### Modalità multigiocatore
La modalità multigiocatore di Splatoon è suddivisa in due leghe: una regolare e una classificata. Ciascuna di queste leghe passa attraverso una rotazione di due mappe, che cambiano ogni quattro ore. Nelle battaglie classificate, i giocatori guadagnano o perdono ranghi sulla base delle vittorie e delle sconfitte consecutive. I ranghi seguono la scala da C- a S+; la classificazione originariamente andava da C- ad A+, ma dopo l'aggiornamento 2.0.0 è stata estesa fino a S+. Avere un rango più elevato aumenta la quantità di denaro e di esperienza guadagnati alla fine di ogni vittoria.

### Battaglie regolari
Mischie mollusche
Il girone Mischie mollusche è la modalità predefinita per le Battaglie regolari. In questa modalità, ogni squadra deve dominare il territorio ricoprendolo del proprio colore d'inchiostro entro tre minuti. La squadra che ha più territorio del proprio colore allo scadere del tempo viene proclamata vincitrice.

### Battaglie classificate
Zona Splat
Il girone Zona Splat è una modalità a tempo in cui le squadre devono cercare di controllare un'area designata o più aree con il proprio colore per un certo periodo di tempo. L’obiettivo è mantenere il proprio territorio il più protetto possibile finché il contatore non si esaurisce o la battaglia non termina.
Torre Mobile
Il girone Torre Mobile è la modalità in cui le squadre devono prendere il controllo di una torre mobile e scortarla fino alla zona obiettivo. Una squadra vince se riesce a portare la torre nella zona obiettivo o se si avvicina di più all'obiettivo rispetto all'avversario allo scadere di cinque minuti.
Bazookarp
Il girone Bazookarp è una modalità in cui bisogna scortare un'arma dorata chiamata Bazookarp fino a un piedistallo.

### Battaglie a squadre
La Battaglia a squadre è una modalità aggiunta nella versione 2.0.0. In queste battaglie, i giocatori possono reclutare amici e, a differenza delle altre tipologie di battaglie affrontate nella lega classificata, i punti rango possono solo essere persi e non guadagnati. Si possono formare squadre da due a quattro giocatori.

### Battaglie Festival
La Battaglia Festival, chiamata Splatfest, è un evento speciale ricorrente che dura solo 24 ore e richiede la scelta di uno schieramento basato su una preferenza tra due temi proposti. Ogni Splatfest ha regole precise che prevedono l’obbligo d'indossare l’equipaggiamento dello schieramento scelto e di partecipare solo a un certo numero di battaglie nel girone delle Mischie mollusche della Splatfest. Per far vincere il proprio schieramento, i giocatori devono aggiudicarsi il maggior numero possibile di vittorie. Ogni Splatfest che si svolge nel proprio emisfero esclude la regione coinvolta dalle altre, isolando così i giocatori avversari, che devono affrontare solo giocatori della propria regione.

### Battaglie private
Le Battaglie private sono una modalità aggiunta nella versione 2.0.0. Questa modalità consente ai giocatori di creare gruppi da 2 fino a 8 amici per giocare insieme in partite personalizzate. Gli ingressi creati per le Battaglie private possono essere associati solo dagli amici Wii U del giocatore che crea il gruppo, ed è possibile creare una password privata utilizzata esclusivamente dagli amici ai quali è stata rivelata.Il giocatore che crea il gruppo può decidere di organizzare battaglie uno-contro-uno fino a quattro-contro-quattro.

## Modalità

### Modalità Campagna
La modalità campagna di Splatoon è composta da 32 livelli, suddivisi in 27 livelli normali e 5 boss, distribuiti su cinque aree galleggianti. Per sbloccare un livello boss, è necessario completare tutti i livelli di quella specifica area. Ogni boss sconfitto consente di accedere a una nuova area.In questa modalità, il giocatore può utilizzare solo le armi fornite dal Capitan Seppia. È possibile potenziare l’equipaggiamento pagando il costo di potenziamento con le Uova di pesce, la valuta del Distretto Polpo . Le Uova di pesce possono essere raccolte durante i livelli e sconfiggendo i nemici.Durante ogni livello, il giocatore ha a disposizione solo tre vite. Se il giocatore viene splattato per tre volte, il livello viene considerato fallito e sarà necessario ricominciare dall'inizio. In ogni livello è inoltre nascosta una pergamena che contiene curiosità sul mondo di Splatoon.

### Modalità Multigiocatore locale
La modalità Multigiocatore locale di Splatoon consente a due giocatori di sfidarsi sulla stessa console . In questa modalità è disponibile un'unica tipologia di gara, in cui i giocatori devono far scoppiare 30 palloncini, cercando di superarli rispetto all'avversario. Ogni giocatore può scegliere solo un'arma tra otto armi specifiche disponibili.Durante le partite, i giocatori possono rompere delle casse sparse per la mappa di gioco, all'interno delle quali si trovano bonus che potenziano un'arma secondaria e una speciale. Questa modalità offre un'esperienza di gioco divertente e competitiva, ideale per chi desidera giocare con un amico nella stessa stanza.

### Modalità Sfida
Il videogioco è compatibile con gli amiibo, che sono stati pubblicati in contemporanea con il videogioco. Attualmente gli amiibo compatibili al videogioco sono otto. Gli amiibo attivano una modalità giocatore singolo diversa dalla Modalità Campagna chiamata Modalità Sfida proprio per il contenuto che offre. La modalità dispone di 20 sfide (identiche per tutti e tre gli amiibo), che fanno ripercorrere ai giocatori i livelli della Modalità Campagna con l'unica differenza che completando un set di 4 sfide, composte da tre normali e una boss, c'è la possibilità di ottenere un equipaggiamento esclusivo non ottenibile in altri modi nel corso del gioco.

### Mini giochi
I Minigiochi di Splatoon sono brevi partite ispirate ai videogiochi in stile rétro, tutte giocabili sul Wii U GamePad. Questi minigiochi possono essere affrontati mentre si attende durante le battaglie online o utilizzando la macchina arcade situata nella Piazza centrale. Attualmente, il gioco offre quattro minigiochi, di cui tre sono sbloccabili tramite amiibo.
- Saltaseppia

Il mini gioco Saltaseppia richiede al giocatore di costringere un calamaro saltare da una piattaforma all'altra, evitando di cadere nell'inchiostro viola che sale progressivamente, allagando le piattaforme. Man mano che si avanza, il livello diventa più difficile con ostacoli e piattaforme più complesse. Dopo 10 tappe, il fondo cambia e i punti guadagnati vengono raddoppiati. Inoltre, è possibile salvare il traguardo raggiunto. Il gioco è composto da 25 livelli e il giocatore ha a disposizione solo tre vite; tuttavia, ottenendo 10.000 punti si guadagna una vita extra. Se si perde, si può ricominciare dal primo livello o ripartire dall'ultimo punto di salvataggio.
- Turboseppia

Il mini gioco Turboseppia consiste nel far correre un calamaro su una pista, con l'obiettivo di arrivare primi al traguardo. Dopo 5 tappe, è possibile salvare il progresso. Se si perde, si può ricominciare dal primo livello o ripartire dall'ultimo punto di salvataggio. Questo minigioco è sbloccabile esclusivamente tramite l'amiibo Ragazzo Inkling.
- Seppiavolo

In Seppiavolo, il giocatore deve colpire le creature sull'altro lato della rete utilizzando un Pescescossa per segnare punti. Dopo 5 tappe, è possibile salvare il traguardo raggiunto. Se si perde, si può ricominciare dal primo livello o ripartire dall'ultimo punto di salvataggio. Questo minigioco è sbloccabile solo tramite l'amiibo Ragazza Inkling.
- Radio Seppia

Il mini gioco Radio Seppia richiede al giocatore di seguire il ritmo musicale battendo i tasti giusti quando appaiono sotto il simbolo del calamaretto. In questo minigioco sono disponibili 31 tracce musicali con diversi livelli di difficoltà. È sbloccabile solo tramite l'amiibo Calamaro Inkling.Questi minigiochi offrono un modo divertente e coinvolgente per passare il tempo mentre si attende di partecipare a battaglie più competitive nel mondo di Splatoon.

## Equipaggiamento
L'equipaggiamento si divide in due categorie ben distinte: Armi e Vestiti accessori. Le armi forniscono le capacità di scegliere la propria specialità nelle battaglie, che spazia dal cecchino al pitturatore. I Vestiti accessori forniscono potenziamenti tramite abilità che migliorano i tempi di risposta o potenziano le statistiche base delle armi oltre a dare la possibilità di scegliere il proprio stile.

## Armi
Le armi sono gli strumenti principali dell’equipaggiamento. Possono essere acquistate da Armand con i Cash guadagnati nelle diverse partite della Modalità Multigiocatore. Le armi sono sempre suddivise in armi principali, armi secondarie e armi speciali. Le armi secondarie consumano molto più inchiostro rispetto alle armi principali e di solito servono a scopo strategico o in specifiche situazioni di combattimento. Le armi speciali sono potenti e possono essere utilizzate solo dopo aver riempito la barra di caricamento dell’arma speciale; di solito vengono usate in casi estremi di difficoltà e nelle fasi finali delle battaglie.

### Armi primarie
Le Armi primarie si dividono in 5 classi di specialità, e le classi Sparatutto e Rulli possiedono a loro volta delle sottoclassi ancora più specifiche.

### Sparatutto
Le armi classe Sparatutto sono quelle che sparano a ripetizione circoscritta e vengono usate per colpire i nemici a distanza ravvicinata.
- Blaster: I Blaster sono armi che sparano un colpo singolo a frammentazione, utilizzate per colpire più nemici ravvicinati.

### Caricabatterie (Splatter)
Le armi classe Caricabatterie, chiamate anche armi da cecchinaggio, sono quelle che sparano a lunga gittata e vengono usate per colpire i nemici a lunga distanza.

### Rulli
Le armi classe Rulli sono armi da mischia e d’attacco ravvicinato, utilizzate per colorare grandi aree e creare vie d’appoggio ai compagni di squadra.

### Pennelli
I Pennelli sono armi da mischia e d’attacco ravvicinato specializzate. A differenza dei Rulli, che possono coprire ampie superfici, i Pennelli colorano solo piccole aree e risultano meno adatti per le gare di controllo del territorio, come il girone Mischie mollusche e Zona Splat. Tuttavia, la loro forza risiede nell'efficienza nel creare rapidamente vie per i compagni di squadra e nel rispondere in modo efficace a una controffensiva nemica.

### Secchi
Le armi di classe Secchi sono ideali per il combattimento a media distanza e per le situazioni di mischia. Sono utilizzate per colorare rapidamente porzioni limitate di terreno o per chiudere le brecce create dagli attacchi nemici.

### Gatling (Splatling)
Le armi di classe Gatling sono progettate per il combattimento a media distanza e offrono un fuoco a ripetizione costante. Queste armi sono ideali per fornire copertura o rallentare l’avanzata nemica attraverso attacchi mirati. Tuttavia, la loro potenza è accompagnata da un significativo rallentamento nei movimenti del portatore, rendendo necessario il supporto durante gli spostamenti e nei tempi di ricarica

### Armi secondarie
Le armi secondarie offrono una varietà di effetti e vengono utilizzate dai giocatori per affrontare specifiche situazioni di battaglia o in arena. Attualmente, nel gioco sono disponibili 10 diverse armi secondarie
- Bomba splash

La Bomba Splash è un ordigno esplosivo che, una volta lanciato, detona causando morte istantanea ai nemici presenti nell'area dell'esplosione. Coloro che si trovano nell'area di frammentazione subiscono danni. La detonazione colora il terreno circostante con il proprio colore.
- Granata

La Granata è un'arma esplosiva a contatto, unica nel suo genere per la capacità di detonare istantaneamente al momento dell'impatto. A differenza di altre bombe da lancio, essa non dispone di un ampio raggio di esplosione e non è particolarmente potente, ma compensa queste limitazioni con un'elevata cadenza di lancio e un minor consumo di inchiostro.
- Appiccibomba

L’Appiccibomba è un ordigno esplosivo specializzato nell'esplodere su pareti verticali o in luoghi dove le normali bombe da lancio rimbalzerebbero. Si rivela particolarmente efficace per attaccare i nemici che si nascondono in strettoie, lungo le pareti o su superfici elevate.
- Cimice

La Cimice è un dispositivo di localizzazione che segnala la posizione dei nemici nelle vicinanze sulla mappa dei compagni di squadra. È una delle poche armi secondarie a non essere considerata un'arma offensiva vera e propria.
- Fiala tossica

La Fiala Tossica è l'unica arma secondaria in grado di infliggere danni ai nemici attraverso malus che riducono temporaneamente l'efficacia delle loro abilità, facilitando così l'abbattimento. Questa arma è progettata per non arrecare danni diretti alla vita nemica, ma per compromettere le sue abilità.
- Muro di colore

Il Muro di Colore è l'unica arma secondaria difensiva, utilizzata per creare un ostacolo all'inchiostro nemico, impedendo ai nemici di colpire il bersaglio o di avvicinarsi. Tuttavia, è vulnerabile agli attacchi avversari, che ne limitano la durata. È possibile piazzare solo un Muro di Colore alla volta, rendendolo una delle poche armi secondarie con funzione difensiva..
- Spruzzatore

Lo Spruzzatore è un'arma che condivide alcune dinamiche con l'Appiccibomba, ma a differenza di quest'ultima, non esplode; spruzza inchiostro nell'area circostante come un irrigatore a impatto. È possibile piazzarne solo uno alla volta: se viene posizionato un nuovo Spruzzatore, quello precedente verrà annullato prima della scadenza del suo tempo massimo di attività.
- Bomba a ricerca

La Bomba a Ricerca è un ordigno a localizzazione che, una volta lanciato, si dirige verso il nemico per detonare al contatto. Durante il suo tragitto, lascia una scia di colore che può essere utilizzata per avvicinarsi rapidamente al nemico in forma calamaro. Tuttavia, questa arma secondaria non è in grado di evitare ostacoli o di svoltare gli angoli.
- Mina

La Mina è un ordigno a rilevazione nemica che esplode istantaneamente non appena un avversario si avvicina alla sua area di detonazione. Questa bomba è invisibile quando coperta dall'inchiostro alleato, ma esplode immediatamente se viene ricoperta dal colore nemico. È possibile piazzare solo una Mina alla volta.
- Trasferitore

Il Trasferitore è uno strumento di supporto che consente ai compagni di squadra di effettuare un super salto nel punto in cui viene piazzato. Una volta posizionato, appare sulla mappa di tutti i giocatori alleati. Quando un giocatore utilizza il super salto tramite il Trasferitore, questo si rompe immediatamente. È possibile piazzarne solo tre alla volta. Questa è una delle poche armi secondarie a non essere considerata un'arma offensiva vera e propria..
- Armi speciali

Le armi speciali sono strumenti ad alta efficacia che offrono diversi effetti quando utilizzate dai giocatori in specifiche situazioni di battaglia o durante le fasi finali degli scontri. Attualmente, sono disponibili 7 armi speciali.
- Moltiplicabombe

"Il Moltiplicabombe è un'arma speciale che, per un breve periodo, fornisce bombe da lancio infinite per l'arma secondaria, senza consumare inchiostro..
- Bolla scudo

La Bolla Scudo è una barriera invalicabile che protegge dagli attacchi nemici, salvaguardando la propria salute da qualsiasi tipo di danno per un breve periodo. Inoltre, il suo effetto può essere condiviso con i compagni di squadra, rinforzando la loro resistenza ai danni.
- Calamaradar

Il Calamaradar consente di localizzare la posizione dei nemici per un breve periodo. Quando viene attivato, la posizione dei nemici viene visualizzata sulla mappa di tutti gli alleati.
- Tornado

Il Tornado è un'arma speciale in grado di generare un enorme tornado pitturatore. Grazie a questa arma, i giocatori possono colpire qualsiasi area desiderata semplicemente selezionando un punto sulla mappa tramite il Wii U GamePad. Il Tornado annienta qualsiasi cosa si trovi nel suo punto di detonazione.
- Turbinator

Il Turbinator è un'arma speciale in grado di generare piccoli tornadi del proprio colore, colpendo un'area verticale. Questa arma consente ai giocatori di mirare a specifiche zone sul campo di battaglia, rendendola efficace per controllare il territorio e infliggere danni ai nemici..
- Tintofono

Il Tintofono è un'arma speciale in grado di generare un'onda sonica che provoca l'autoesplosione dei nemici nel suo raggio d'azione. È l'unica arma speciale capace di attraversare gli ostacoli, impedendo ai nemici di mettersi al riparo dietro di essi. Questa caratteristica la rende particolarmente efficace nel controllare il campo di battaglia e nel costringere gli avversari a esporsi..
- Kraken

Il Kraken è un'arma speciale che trasforma il possessore in un calamaro gigante, consentendogli di muoversi su tutte le superfici senza la necessità di inchiostro alleato. Questa trasformazione permette di lasciare dietro di sé una scia di colore alleato. Inoltre, se si salta vicino a un nemico, si può infliggere danni mortali all'avversario..

### Vestiti accessori
Si possono equipaggiare solo tre articoli di abbigliamento accessorio, uno per ciascuna categoria: Copricapo, Abbigliamento e Scarpe. Ognuno di questi articoli fornisce un'abilità fissa e fino a tre abilità aggiuntive, che possono essere diverse o identiche (anche se quest'ultima evenienza è molto rara). Queste abilità migliorano specifiche caratteristiche del personaggio, mentre alcune si attivano solo dopo aver soddisfatto determinate condizioni. Inoltre, gli articoli di abbigliamento possono essere scelti per riflettere lo stile che il giocatore desidera per il proprio personaggio..

#### Abilità
Le abilità amplificano gli effetti raddoppiando le caratteristiche di base, ma questo non avviene quando ci sono più abilità identiche attive. Per motivi di bilanciamento del gioco, le abilità identiche subiscono un dimezzamento dell'effetto per ogni abilità identica in uso. Attualmente, il gioco offre 24 diverse abilità.

## Colonna sonora
Splatune: Splatoon Original Soundtrack (スプラトゥーン オリジナルサウンドトラック -スプラチューン-) è la colonna sonora ufficiale di Splatoon. È stata pubblicata per la prima volta in Giappone il 21 ottobre 2015 dalla Enterbrain (numero di catalogo EBCD-10001~2). La raccolta comprende due CD contenenti musiche, suoni e voci del videogioco. I brani sono stati composti da Toru Minegishi  e Shiho Fujii , con le voci di Yuki Kudara , Mari Kikuma  e Hiroaki Takeuchi . I musicisti includono Susumu Nishikawa , Yoshihiko Haga  e Takafumi Koukei  alle chitarre elettriche, Tatsuhiro Endo  al basso elettrico, Akira Tsuneoka  e Shuntaro Kado  ai tamburi, supportati dagli effetti sonori di Yuki Tsuji  e Takuro Yasuda .
Durata totale disco 1 (45:40)
1. Opening - 0:13
2. Splattack! (Jam Session) - 2:33
3. Splattack! - 3:53
4. Ink or Sink - 2:36
5. Seaskape - 2:57
6. Kraken Up - 2:22
7. Metalopod - 2:33
8. Now or Never! - 1:04
9. Battle Win Jingle - 0:04
10. Battle Win Result - 1:08
11. Battle Lose Jingle - 0:06
12. Battle Lose Result - 1:11
13. Friend List - 2:06
14. Quick Start - 2:32
15. Hooked - 2:27
16. Sucker Punch - 2:39
17. Player Make - 1:08
18. Visiting High-Color City - 1:03
19. High-Color City Tutorial - 1:07
20. Plaza - 4:56
21. Lobby - 1:35
22. Ika Jamaica - 2:09
23. Lookin' Fresh - 2:15
24. High-Color News - 0:55
25. Fes Theme Announce - 0:08

Durata totale disco 2 (46:48)
Alcune tracce musicali sono state rimesse dal Disco 1 (ad eccezione che sono cantate dalle Sea Sirens) 
1. High-Color Evolution - 2:07
2. Fes Match Opening - 0:13
3. Ink Me Up - 2:21
4. Now or Never! - 1:04
5. Fes Final Result Announce - 0:08
6. Get Jingle - 0:05
7. Atarime's Theme - 2:05
8. Tacotsubo Valley - 4:07
9. Eight-Legged Advance - 3:05
10. Tentacular Circus - 2:03
11. Cephaloparade - 3:06
12. Tornado Shuffle - 2:02
13. Tacozones Rendezvous - 1:57
14. Octoweaponry - 3:55
15. To Be Continued! - 0:08
16. Miss!! - 0:09
17. Mystery File - 1:26
18. I am Octavio - 3:54
19. Shiokara-Bushi - 2:34
20. Maritime Memory - 2:46
21. SE: Ink Coronet - 0:04
22. SE: Ink Pillar - 0:04
23. SE: Swimming in Ink - 1:13
24. SE: Splat Shooter - 0:17
25. SE: Splat Charger - 0:07
26. SE: Splat Bomb - 0:06
27. SE: Super Jump - 0:05
28. SE: Megaphone Laser - 0:08
29. SE: Tornado - 0:08
30. SE: Voice Girl Nice - 0:04
31. SE: Voice Girl Splatted - 0:05
32. SE: Voice Boy Nice - 0:04
33. SE: Voice Boy Splatted - 0:05
34. SE: Voice Sea O'colors Cliche - 0:07
35. Shiokara-Bushi (Traditional) - 2:25
36. Splattack! (2014 E3PV) - 2:31

### Splarrange!
Splarrange! È una compilation prodotta dalla Sevencolors (numero di catalogo: SVCL-0013) che presenta musiche remixate del videogioco Splatoon. La raccolta è stata messa in vendita per la prima volta in Giappone il 31 dicembre 2015. Comprende un CD con brani musicali, suoni e voci del gioco, riadattati in stili musicali come elettronica, jazz, rock e pop. I pezzi sono stati realizzati da Toru Minegishi e Shiho Fujii..
1. IKA!IKA!EURO! - 3:08
2. Sea O'Color Festa - 3:12
3. Noukin Gallon - 3:31
4. Vacation at Mahi Mahi Resort - 2:53
5. Fes Punch - 3:40
6. Roller's Attack!! - 3:56
7. Raver's Area - 3:43
8. Shiokara-Bushi - 2:21

### SPLATOON LIVE IN MAKUHARI -Shioka Live-
SPLATOON LIVE IN MAKUHARI -Shioka Live- (SPLATOON LIVE IN MAKUHARI -シオカライブ-?, SPLATOON LIVE IN MAKUHARI -Shiokaraibu-) è la colonna sonora ufficiale dal vivo di Splatoon. È stata messa in vendita per la prima volta in Giappone il 13 luglio 2016 da Enterbrain (numero di catalogo EBCD-10003). La raccolta comprende un CD contenente le musiche, i suoni e le voci dei concerti dal vivo Live Concert Tokaigi 2016 e Live Concert Niconico Chokaigi 2016. I brani sono stati realizzati da Toru Minegishi e Shiho Fujii, con le voci di Yuki Kudara e Mari Kikuma, supportati dagli effetti sonori di Yuki Tsuji.

#### Tracce Disco 1
Durata totale disco 1 (66:56)
1. Opening ~ MC1 (1st Live) - 0:31
2. Ink Me Up (1st Live) - 3:17
3. Now or Never! (1st Live) - 2:50
4. MC2 (1st Live) - 0:47
5. City of Color (1st Live) - 3:53
6. MC3 (1st Live) - 0:53
7. Maritime Memory (1st Live) - 4:21
8. MC4 (1st Live) - 0:51
9. Calamari Inkantation (1st Live) - 4:28
10. Opening ~ MC1 (2nd Live) - 0:37
11. Ink Me Up (2nd Live) - 3:17
12. Now or Never! (2nd Live) - 2:51
13. MC2 (2nd Live) - 0:57
14. Tokimeki ☆ Bomb Rush (2nd Live) - 1:55
15. Night of Sumisoae (2nd Live) - 2:02
16. MC3 (2nd Live) - 0:36
17. City of Color (2nd Live) - 2:47
18. MC4 (2nd Live) - 0:39
19. Maritime Memory (2nd Live) - 3:13
20. MC5 (2nd Live) - 0:24
21. Calamari Inkantation (2nd Live) - 4:41
22. Ink Me Up - 2:22
23. Now or Never! - 1:05
24. Tokimeki ☆ Bomb Rush - 2:31
25. Night of Sumisoae - 2:29
26. City of Color - 2:08
27. Maritime Memory - 2:44
28. Calamari Inkantation - 2:37
29. Inkopolis News Title Call - 0:09
30. SE: Voice (Callie) Surprise - 0:05
31. SE: Voice (Callie) Strict Words - 0:05
32. SE: Voice (Callie) Laughter - 0:05
33. SE: Voice (Callie) Excitement - 0:05
34. SE: Voice (Marie) Greeting - 0:05
35. SE: Voice (Marie) Announcement - 0:05
36. SE: Voice (Marie) Reluctant - 0:05
37. SE: Voice (Marie) Excitement - 0:06
38. City of Color (Shy-Ho-Shy Demo) - 1:14
39. Splattack! ~ Friend List (Autumn 2015 PV) - 1:27
40. Splattack! (New Stage Squid Dance) - 1:39

## Sviluppo
Il videogioco Splatoon è stato sviluppato a metà del 2013 da Nintendo EAD. Un membro del team di sviluppo di Animal Crossing, Shintaro Sato, ha concepito un gioco di dominazione del territorio basato sulla dinamica di sporcare il terreno con inchiostro colorato in un’area ben delimitata, dove squadre di quattro giocatori si fronteggiano per il controllo dell’area di gioco. Dopo aver ottenuto l'approvazione dalla direzione, Shintaro consegnò il prototipo del videogioco al team, che iniziò a espandere i concetti e le dinamiche di gioco, come la possibilità di nascondersi nell'inchiostro, e l'idea di integrare i calamari nel gioco. Durante i lavori di programmazione, gli sviluppatori affrontarono difficoltà con il "filtro inchiostro" e altri concetti, stabilendo regole fondamentali: il gioco doveva essere semplice e divertente.
Shigeru Miyamoto comunicò alla squadra di sviluppo che non c'era "nessuna sollecitazione" per il gioco in queste condizioni e che dovevano prendersi il tempo necessario per perfezionarlo. In seguito, gli sviluppatori riuscirono a creare con successo la dinamica di nascondersi nell'inchiostro e la possibilità di sfruttare le superfici verticali delle mappe, ma il gioco sembrava ancora incompleto. Il direttore artistico abbozzò diverse idee per i personaggi del videogioco e per il personaggio giocabile, realizzando varie bozze che includevano animali, uomini muscolosi, robot e Mario, ma i condirettori volevano includere dei personaggi calamaro come personaggi giocabili.
La creazione dei personaggi giocabili non fu presa alla leggera: il direttore artistico valutò gli aspetti dinamici necessari per realizzare il personaggio richiesto, come l'aspetto umano e, aspetto più importante, la possibilità di impugnare delle armi. Tuttavia, ritenne che un ibrido calamaro-umano fosse poco pratico sia a livello di design sia in termini di dinamiche fisiche. Nel gennaio del 2014, si resero conto che avrebbero potuto realizzare un personaggio giocabile con caratteristiche sia umanoidi che calamaro, creando così un personaggio capace di cambiare forma tra quella umana e quella calamaro e viceversa. Questa idea permise al team di sviluppo di ampliare e sviluppare concetti più adatti all'aspetto del personaggio, come l’idea di nuotare nell’inchiostro o di subire danni mentre ci si muove sull'inchiostro nemico.
Fin dall'inizio dello sviluppo, si pensava di utilizzare lo schermo touch screen del Wii U GamePad per visualizzare una panoramica in tempo reale della mappa di gioco, consentendo al giocatore di vedere quale squadra fosse in vantaggio. In un secondo momento, la squadra considerò anche la possibilità di associare la mappa a un'altra funzione, sfruttando la piattaforma di resurrezione come punto di lancio che i giocatori avrebbero utilizzato per raggiungere i propri compagni senza dover ripercorrere il campo di gioco. Il team di sviluppo responsabile degli effetti sonori e dei rumori ambientali del videogioco si impegnò a realizzare effetti sonori molto realistici e adatti al contesto del gioco, dedicando particolare attenzione alla creazione del suono associato all'immersione dei calamari nell'inchiostro.
Il gruppo di lavoro che si dedicò allo sviluppò del videogioco è composto dai membri più giovani di tutte le altre squadre di sviluppo che lavorano per la Nintendo. Il direttore del videogioco Tsubasa Sakaguchi e produttore Hisashi Nogami hanno ammesso che, insieme al resto della squadra, giocavano molto spesso con videogiochi in prima persona e giochi di altre aziende rivali (come Call of Duty e Battlefield), come parte del loro lavoro di ricerca e sviluppo, anche perché amavano i videogiochi del genere sparatutto. La Monolith Soft assistitì la Nintendo nello sviluppo del gioco. Il videogioco è stato annunciato per la prima volta durante l'E3 2014 con un video di presentazione digitale all'Evento Nintendo, fu inoltre mostrato una demo della sua Modalità Multigiocatore sul palcoscenico dell'evento. La Modalità Campagna del videogioco è stata annunciata successivamente al Nintendo Direct.
Con l’annuncio di Nintendo Switch nell'ottobre 2016, è stato mostrato nel trailer la compatibilità con diversi videogiochi, tra cui il nuovo Splatoon 2. Nel trailer sono state presentate alcune novità riguardanti il contenuto del gioco. La nuova console ibrida, fissa e portatile, è stata progettata per vari scopi, inclusa la facilitazione dei tornei di squadra sul nuovo videogioco Splatoon 2, che si svolgono in Giappone e in altri paesi organizzati da Nintendo..

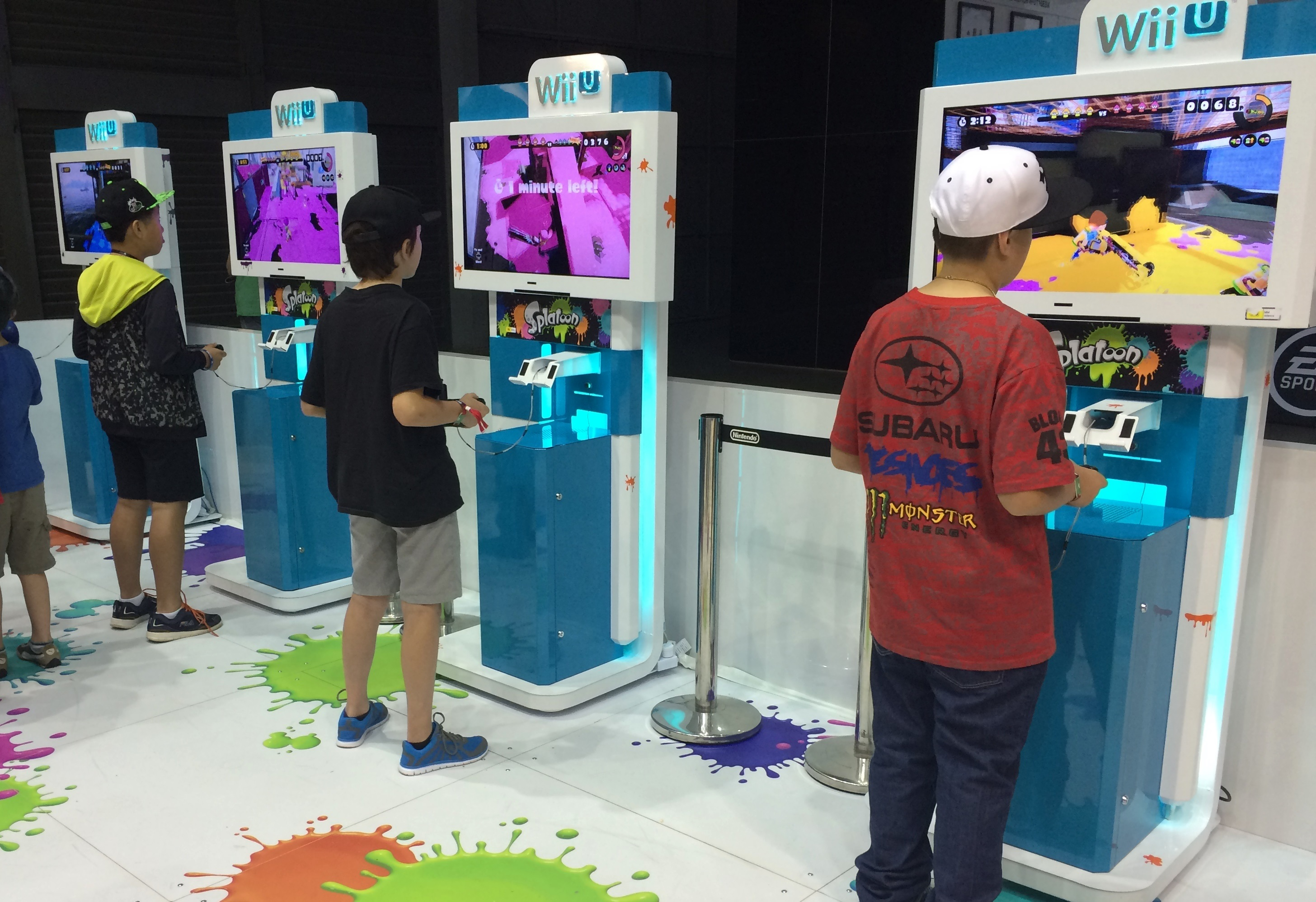
Le cabine della Nintendo, i partecipanti dei EB Games Expo 2015 giocano a delle partite online di Splatoon.

### Pubblicità
Prima dell'uscita ufficiale del videogioco, fu resa disponibile una versione demo intitolata "Splatoon Global Testfire", che comprendeva esclusivamente la Modalità Multigiocatore. La demo fu accessibile per un periodo limitato tra l'8 e il 9 maggio 2015, e successivamente venne bloccata definitivamente il 24 maggio 2015. Il 15 maggio 2015, sul molo di Santa Monica, in California, Nintendo ha organizzato un evento speciale chiamato "Splatoon Mess Fest", invitando diverse celebrità e allestendo un percorso a ostacoli ispirato al videogioco. Durante l'evento è stata inoltre offerta una demo del gioco. Una collaborazione con l'autore Masahiro Anbe , ideatore del manga shōnen Shinryaku! Ika Musume, è stata annunciata, con l'inserimento di un set di abiti ispirati ai vestiti della protagonista Ika Musume  , pubblicato il 6 agosto 2015. Alcuni abiti del videogioco Splatoon sono stati inseriti anche nel videogioco Style Boutique per Nintendo 3DS. In Canada, l'azienda Yogurty's froyo , con l'autorizzazione di Nintendo, creò due yogurt gelato esclusivi dedicati al videogioco, prodotti e distribuiti in vari luoghi a tempo limitato da giugno a settembre 2015. Nintendo UK ha collaborato con Adrenaline Alley  per realizzare uno skate park decorabile con decalcomanie e puntelli basati sullo stile del videogioco; nello stesso periodo sono state installate stazioni demo per Wii U per l'estate. Nintendo ha anche tenuto concorsi di fan art su Miiverse e Twitter a tema Splatoon.

### Pubblicazione del videogioco
È stata pubblicata in esclusiva una versione di lusso del Wii U di colore nero da 32 GB, che includeva un set completo con un buono sconto per scaricare Splatoon gratuitamente. I set speciali sono stati resi disponibili in Nord America presso i negozi Best Buy, mentre in Australia, Europa e Nuova Zelanda il gioco è stato pubblicato insieme a una preinstallazione di Mario Kart 8 sulla console.
In concomitanza con la pubblicazione del videogioco, sono stati lanciati tre amiibo della serie Splatoon, compatibili esclusivamente con il gioco. Gli amiibo "Ragazza Inkling", "Ragazzo Inkling" e "Calamaro Inkling" sono stati distribuiti in diversi formati, oltre alla distribuzione standard degli amiibo (la confezione che include un solo amiibo). Tra le opzioni disponibili c'erano la confezione "Disco di gioco + Calamaro Inkling amiibo" e il pacchetto triplo "Amiibo - Splatoon Collezione", che includeva tutti e tre gli amiibo di Splatoon. I giocatori che hanno preordinato il videogioco presso i negozi GameStop hanno ricevuto buoni sconto per scaricare costumi a tema Splatoon per l'utilizzo in Super Smash Bros. per Nintendo 3DS e Wii U.
Una versione di lusso del Wii U di colore nero da 32 GB, comprensiva di un set esclusivo contenente Splatoon e Super Smash Bros. per Wii U, è stata annunciata nel novembre 2015 tramite il Nintendo Direct. Questa confezione speciale è stata pubblicata durante la stagione delle vacanze.
Nel Regno Unito, un camion contenente un carico di edizioni speciali del videogioco “Disco di gioco + Calamaro Inkling amiibo” è stato rubato, costringendo i negozi GAME ad annullare tutti i loro preordini per le edizioni speciali. Nintendo ha deciso di distribuire il gioco tramite posta prioritaria per rispettare i tempi di consegna.
Attualmente non ci sono conferme o notizie riguardo al fatto che il contenuto del camion sia stato rimesso in vendita tramite siti internet o altri mezzi illeciti; il camion rubato non è ancora stato ritrovato e non sono state pubblicate notizie sul suo ritrovamento.Nel mese di dicembre 2015, è stato annunciato che il contenuto scaricabile gratuito di Splatoon sarebbe terminato nel gennaio 2016.

## Accoglienza
| Testata                           | Giudizio |
| --------------------------------- | -------- |
| GameRankings (media al 29-2-2016) | 81.94%   |
| Metacritic (media al 29-2-2016)   | 81/100   |
| Destructoid                       | 8.5/10   |
| Eurogamer                         | 9/10     |
| GameSpot                          | 8/10     |
| GamesRadar+                       | 3.5/5    |
| IGN (US)                          | 8.6/10   |
| Nintendo Life                     | 9/10     |
| Nintendo World Report             | 9/10     |
| The Guardian                      | 4/5      |
| Slant Magazine                    | 4.5/5    |
| Time                              | 5/5      |
| Everyeye.it                       | 8.2/10   |
| Multiplayer.it                    | 8/10     |
| Spazio Games                      | 8.5/10   |
| Havoc Point                       | 8.5/10   |
| Videogiochi                       | 9/10     |
| Games Village                     | 9.0/10   |
| Nintendo Club                     | 9.0/10   |
| True Gamers                       | 90/100   |
| Gamereactor Italia                | 8/10     |
| Edge                              | 9/10     |

Splatoon è stato ben accolto al momento della sua presentazione all'E3 2014. Molti membri della stampa videoludica rimasero sorpresi dal fatto che Nintendo avesse creato un videogioco con dinamiche così innovative, realizzando uno sparatutto diverso dai tradizionali titoli del genere, e venne elogiato per le nuove idee di gioco che lo distinguevano dagli altri.[ref name=polygon][ref name=kataku][ref name=eurogamer][ref name=nintendolife2]

### Vendite
Splatoon ha riscontrato un grande successo di pubblico sin dal lancio, ottenendo risultati notevoli per essere una nuova IP, soprattutto in Giappone, dove, grazie alle vendite costanti nel tempo, è diventato il gioco per Wii U più venduto, superando Mario Kart 8.Al 30 giugno 2015, dopo un mese dall'uscita, le copie vendute ammontavano a 1,62 milioni e, secondo gli aggiornamenti più recenti risalenti al 31 marzo 2016, ha raggiunto le 4,27 milioni di copie vendute, diventando il sesto gioco più venduto per Wii U.

### Premi e riconoscimenti
2015
- British Academy Children's Awards, British Academy Children's Awards sezione "Video Game 2015", Premio "Miglior gioco per bambini";[87]
- Golden Joystick Award, "Golden Joysticks 2015", Premio "Miglior gioco per le famiglie" e Premio "Miglior gioco della Nintendo";[88]
- The Game Awards, "The Game Awards 2015", Premio "Miglior Multigiocatore" e Premio "Miglior Sparatutto";[89]
- Giant Bomb, "Giant Bomb's 2015 Game of the Year Awards", Premio "Miglior Musica"[90] e Premio "Miglior Debutto".[91]
- Famitsu Awards, "Famitsu Awards 2015", Premio "Gioco dell'anno" e "Premio creativo";[92]

2016
- GameTrailers, "Best of 2015 Awards", Premio "Miglior sparatutto in terza persona";[93]
- Imagine Games Network, "IGN's Best of 2015", Premio "Miglior multiplayer competitivo"[94] e Premio "Miglior Sparatutto";[95]
- Drago d’Oro, "Drago d'Oro 2016", Premio "Miglior Videogioco Sparatutto";[96]
- SXSW Gaming, "SXSW Gaming Awards 2016", Premio "Proprietà più promettente Nuovo intellettuale";[97]
- Japan Game Awards, "Japan Game Awards 2016", Premio "Gioco dell'anno".[98]